# 九坎四
顯微鏡座ζ，又名CD-3914089，HD 200163、SAO 212666、HR 8048，是顯微鏡座的一颗恒星，视星等为5.3，位于銀經4.03，銀緯-41.46，其B1900.0坐标为赤經20h 56m 34.6s，赤緯-39° -41.46′ 19″。